# 斯特凡·奧斯托伊奇
斯特凡·奧斯托伊奇，波士尼亞國王，1418年至1420年在位。
他是斯特凡·奧斯托亞和第二任妻子庫雅瓦·拉迪諾維奇唯一合法的兒子，1408年首次出現在歷史記錄中。
最後一次提及他的文獻在1421年4月，當時他提議重建威尼斯聯盟.。